# Jarrow
 Ovo je glavno značenje pojma Jarrow. Za druga značenja pogledajte Jarrow (konstituencija parlamenta Ujedinjenog Kraljevstva).
Jarrow ((/ˈdʒæroʊ/ ili /ˈdʒærə/)) je grad u sjeveroistočnoj Engleskoj. Nalazi se na rijeci Tyne. Godine 2001. popisom je ustanovljeno 27.526 stanovnika. Povijesno je dio grofovije Durhama. Od godine 1974. dijelom je metropolitanske grofovije Tyne i Wear.
U 8. je stoljeću samostan sv. Pavla u Jarrowu bio domom Bede Časnog, kojeg se smatra za najvećeg anglosaskog učenog čovjeka i oca engleske povijesti. Opatija je bila blizanske fondacije priorat Monkwearmouth-Jarrowa. Od sredine 19. stoljeća pa do 1935. Jarrow je bio središtem brodogradnje. Bio je 1936. godine polazište Jarrowskog marša protiv nezaposlenosti. 2011. je godine Jarrow imao 43.431 stanovnika.